# ریکاردو سرینی
ریکاردو سرینی (انگلیسی: Riccardo Cerini؛ زادهٔ ۱۸ اکتبر ۲۰۰۰) بازیکن فوتبال اهل ایتالیا است.